# Kang

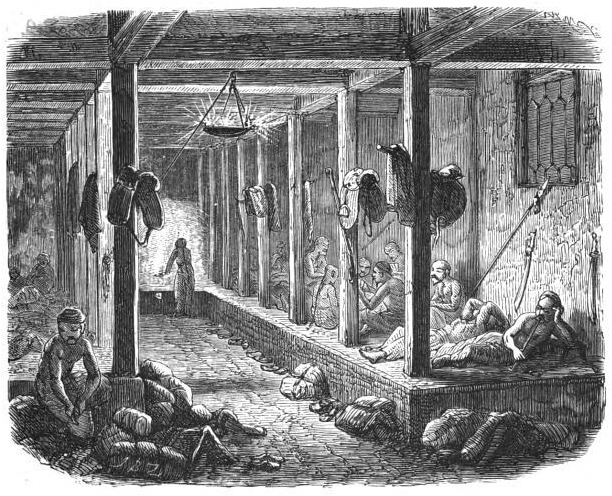
Wnętrze chińskiej gospody na ilustracji z 1887 roku; po prawej stronie widać mężczyzn spoczywających na kangu

Kang (chiń: 炕; pinyin: kàng; mandż: nahan) – rodzaj sypialnego pieca z cegieł lub gliny, popularnego na północy Chin, o wysokości krzesła, długości około 2 metrów i szerokości umożliwiającej pomieszczenie kilku osób. Podobnie jak europejskie piece kaflowe, kang jest w stanie magazynować ciepło za dnia i oddawać je w nocy, nawet jeśli nikt nie dokłada doń ognia. W ciągu dnia natomiast kang pełni rolę stołu lub miejsca do siedzenia.
Historia sypialnych pieców sięga w Chinach czasów neolitycznych. Na stanowisku w Banpo znaleziono 10-centymetrowe klepisko z gliny (zwane huoqiang), które było zapewne ogrzewane ogniskiem. Następnie żar i popiół usuwano, a na nagrzanym klepisku kładziono się do snu. O takim sposobie ogrzewania podłogi wspomina poeta z epoki Tang, Meng Jiao. 
Pierwszy znany piec typu kang, z jednym kanałem dymowym, pochodzi z I wieku n.e. z terenów prowincji Heilongjiang.